# ChangesOneBowie
Albums de David Bowie
Station to Station
(1976) Low
(1977)
Singles
1. Suffragette City
Sortie : 9 juillet 1976

ChangesOneBowie est la première compilation officielle de David Bowie, parue en mai 1976 chez RCA Records. Elle rencontre un franc succès commercial à sa sortie, se classant no 10 des ventes aux États-Unis et no 2 au Royaume-Uni, derrière le Greatest Hits (en) du groupe ABBA.
La chanson John, I'm Only Dancing n'était jamais parue sur un album auparavant. Certains pressages de ChangesOneBowie incluent la version de 1972, d'autres, celle de 1973 (avec saxophone).

## Titres
Toutes les chansons sont écrites et composées par David Bowie, sauf Fame (David Bowie, Carlos Alomar, John Lennon).
| 1. | Space Oddity           | 5:14 |
| 2. | John, I'm Only Dancing | 2:43 |
| 3. | Changes                | 3:33 |
| 4. | Ziggy Stardust         | 3:13 |
| 5. | Suffragette City       | 3:25 |
| 6. | The Jean Genie         | 4:03 |

| 7.  | Diamond Dogs    | 5:56 |
| 8.  | Rebel Rebel     | 4:30 |
| 9.  | Young Americans | 5:10 |
| 10. | Fame            | 3:30 |
| 11. | Golden Years    | 3:59 |